# Línea 45 (Dbus)
La línea 45 de Dbus conecta las estaciones de tren y autobús de la ciudad con el centro, El Antiguo y Ayete. Se puso en servicio a la par que la nueva estación de autobuses, aunque solo hasta la plaza América. Fue en verano de 2016 cuando se amplió hasta Etxadi.
Esta línea y la 16 formaron parte de una prueba piloto para permitir el pago del viaje con tarjeta de crédito mediante datáfonos instalados en sus autobuses. Actualmente este medio de pago está admitido en todas las líneas de Dbus.

## Paradas

### Hacia Bera Bera 133
- Estaciones Renfe-Bus Geltokiak 17 24 37 E21 E30
- Askatasuna 18/Libertad 18 33 40
- Urbieta 20 5 25 33 40
- Zubieta - San Martin 5 16 18 25 33 40
- Zumalakarregi 10 5 25 33 35 40 43
- Antiguoko Anbulatorioa 5 25 27 33 35 40 43 tb7
- Magisterio Tolosa 14 5 25 27 33 35 40 43 tb7
- Unibertsitatea Tolosa 70 I 5 25 tb7
- Tolosa 112 5 25 27 35 40 43 tb7
- Tolosa 138 5 25 27 35 43 tb7
- Lugaritz Euskotren 27 43
- Lugaritz Geriátrico 27 43
- Bera Bera 57 19
- Bera Bera 47 19
- Bera Bera 31 19
- Bera Bera 2 19
- Andoáin 17 19
- Pagola 19
- Oriamendi 19 31 35
- Ayete 93 19 31 35
- Bera Bera 133 19

### Hacia Estaciones Renfe-Bus Geltokiak
- Bera Bera 133 19
- Bera Bera 89 19
- Bera Bera 85 19
- Lugaritz 27 24
- Lugaritz Euskotren II 24
- Amerika Plaza 5 24 25 35 tb7
- Tolosa 111 5 24 25 35 tb7
- Unibertsitatea Tolosa 77 5 25 tb7
- Majisteritza 5 24 25 33 35 40 tb7
- Zumalakarregi 21 5 24 25 33 35 40 tb7
- Esklabak 5 25 35 tb7
- Ondarreta 5 25 tb7
- Zubieta Plaza 5 16 18 25 33 40
- Askatasuna/Libertad 31 5 16 18 25
- Estaciones Renfe-Bus Geltokiak 17 24 37 E21 E30